# Белорусско-грузинские отношения
Белорусско-грузинские отношения — двусторонние дипломатические отношения между Республикой Беларусь и Республикой Грузия. Установлены в январе 1994 года.

## Сравнительные характеристики
|                      | Грузия                                               | Белоруссия                                             |
| -------------------- | ---------------------------------------------------- | ------------------------------------------------------ |
| Население            | 3 729 500                                            | 9 485 300                                              |
| Территория           | 69 700 км²                                           | 207 600 км²                                            |
| Плотность населения  | 68 чел./км²                                          | 46 чел./км²                                            |
| Столица              | Тбилиси                                              | Минск                                                  |
| Крупнейшие города    | Тбилиси, Кутаиси, Батуми, Рустави, Зугдиди           | Минск, Гомель, Могилёв, Витебск                        |
| Форма правления      | Парламентская республика                             | Президентская республика                               |
| Государственный язык | Грузинский                                           | Белорусский, русский                                   |
| Основная религия     | Христианство                                         | Христианство                                           |
| ВВП (ППС)            | 34,209 млрд долларов США (7,139 $ на душу населения) | 166,786 млрд долларов США (17 620 $ на душу населения) |
| ВВП (номинал)        | 16,535 млрд долларов США (4,286 $ на душу населения) | 71,71 млрд долларов США (7 664 $ на душу населения)    |
| Валюта               | лари                                                 | рубль                                                  |

## История
До 1918 года Белоруссия и Грузия входили в состав Российской Империи. В 1918 году, в ходе распада империи, были основаны независимые грузинское и белорусское государства. Позднее обе страны потеряли независимость. До 1991 года обе страны были союзными республиками в составе Советского Союза. Во время распада СССР Грузия и Белоруссия вновь обрели независимость.
В 2006 году произошло ухудшение отношений между государствами. Руководство РБ обвинило группу грузинских депутатов в попытке организации цветной революции с целью свержения Александра Лукашенко. В 2007 году, в ходе встречи президента Белоруссии с главой грузинского Министерства внутренних дел Вано Мерабишвили, лидер Республики Беларусь заявил, что настроен на улучшение отношений с Грузией.
Официальный визит главы Белоруссии в Грузию состоялся в апреле 2015 года. Он посетил города Тбилиси и Батуми. В ходе визита Александр Лукашенко заявил о непризнании независимости Абхазии и Южной Осетии. Руководители РБ и Грузии подписали 15 соглашений о сотрудничестве в разных сферах.
В Минске с 2007 года действует посольство Грузии. Чрезвычайным и Полномочным послом Грузии в Белоруссии с августа 2012 года является Давид Котария. В январе 2016 года Совет министров Республики Беларусь постановил открыть посольство в Тбилиси в течение года. 26 августа 2016 года посольство было открыто, первый Посол Республики Беларусь в Грузии — Михаил Михайлович Мятликов.  С марта 2022 года послом Белоруссии в Грузии является Лис, Анатолий Васильевич.
Почётным консулом Грузии в Республике Беларусь является белорусский бизнесмен Сергей Тетерин.

## Экономическое сотрудничество
Динамика внешней торговли в 2011—2019 годах (млн долларов):
Белорусское руководство планирует активизировать сотрудничество с Республикой Грузия по ряду направлений, в том числе в области промышленности, сельского хозяйства, транспорта, туризма.
В 2007 году Президент Белоруссии А. Лукашенко заявил о желании увеличить товарооборот между странами до 100 млн $. В 2014 году объём товарооборота между Республикой Беларусь и Грузией составил 64 миллиона долларов США. По итогам встречи Александра Лукашенко с Георгием Маргвелашвили в ходе визита главы Белоруссии в Грузию стороны договорились об увеличении товарооборота до 200 млн долларов.